# Vinzenz Brinkmann

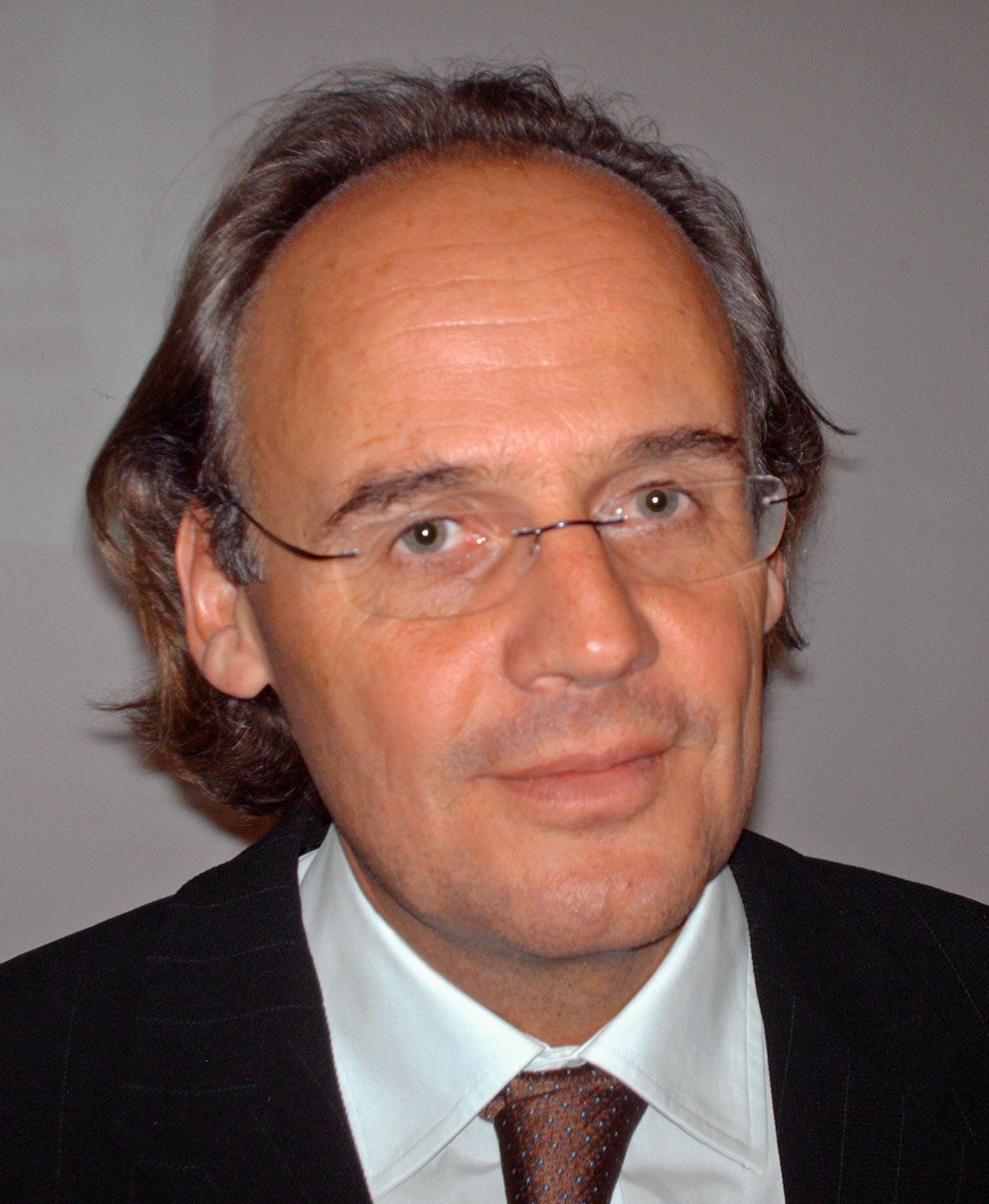
Vinzenz Brinkmann (2008)

Vinzenz Brinkmann (* 1958 in Göttingen) ist ein deutscher Klassischer Archäologe, Sammlungsleiter und Hochschullehrer.

## Leben
Vinzenz Brinkmann ist der Sohn des Synchronautors Joachim Brinkmann. Er wuchs in Gauting bei München auf und studierte Klassische Archäologie in München und Athen. 1987 wurde er in München mit der Arbeit Beobachtungen zum formalen Aufbau und zum Sinngehalt der Friese des Siphnierschatzhauses bei Volkmar von Graeve als Stipendiat der Studienstiftung des deutschen Volkes promoviert.
Von 1988 bis 1994 war er – unterbrochen durch das Reisestipendium des Deutschen Archäologischen Instituts 1988/89 – Hochschulassistent an der Universität Bochum. Von 1994 bis 2007 arbeitete er als Konservator an den Staatlichen Antikensammlungen und der Glyptothek in München. 2001 erfolgte die Habilitation in Bochum. Seit 2007 leitet er die Antikensammlung der Liebieghaus Skulpturensammlung in Frankfurt am Main. Von 2008 bis 2010 lehrte als außerplanmäßiger Professor am Institut für Archäologische Wissenschaften der Universität Bochum. 2010 wurde er an die Universität Frankfurt umhabilitiert, an der er seither als außerplanmäßiger Professor lehrt. Er war Vorstandsmitglied der Stiftung Archäologie.
Zusammen mit Ralf Biering hat er das altertumswissenschaftliche Datenbankprojekt Dyabola entwickelt.
Die Ergebnisse der Forschungsarbeiten zur antiken Polychromie, die er zusammen mit seiner Ehefrau Ulrike Koch-Brinkmann erarbeitet, wurden in der Wanderausstellung Bunte Götter – Die Farbigkeit antiker Skulptur an verschiedenen Orten (Glyptothek München, Liebieghaus Skulpturensammlung Frankfurt, Musei Vaticani Rom, Ny Carlsberg Glyptotek Kopenhagen, Archäologisches Nationalmuseum Athen, Archäologisches Museum Istanbul, Fine Arts Museums San Francisco, Palacio de Bellas Artes Mexiko-Stadt, Universitätsmuseen von Harvard, Oxford, Göttingen, Heidelberg, Tübingen u.v.a) gezeigt.
2009 plante Brinkmann zusammen mit der griechischen Archäologin Chryssoula Saatsoglu-Piliadeli, den Grabfries am Tumulus des mazedonischen Königs Philipp II., des Vaters Alexander des Großen, in der originalen Farbigkeit wiederherzustellen. Die erste Version der Rekonstruktionsarbeit wurde 2013 für zwei Ausstellungen („Zurück zur Klassik“, Liebieghaus Skulpturensammlung, Frankfurt am Main, und „Alexander der Große“, Lokschuppen Rosenheim) fertiggestellt.
Seit 2018 ist Vinzenz Brinkmann Mitglied der Wissenschaftlichen Gesellschaft an der Johann Wolfgang Goethe-Universität zu Frankfurt am Main. Er ist Mitherausgeber der Reihe „Studien zur antiken Malerei und Farbgebung“.

## Ausstellungen (Auswahl)
- als Kurator zusammen mit Raimund Wünsche: Bunte Götter. Die Farbigkeit antiker Skulptur (16. Dezember 2003 bis 29. Februar 2004, Glyptothek, München)
- als Kurator: Die Launen des Olymp – Der Mythos von Athena, Marsyas und Apoll (22. Mai–21. September 2008, Liebieghaus Skulpturensammlung, Frankfurt am Main)
- als Kurator zusammen mit Joachim Pissarro: Jeff Koons. The Sculptor (20. Juni–20. September 2012, Liebieghaus Skulpturensammlung, Frankfurt am Main)
- als Kurator: Athen. Triumph der Bilder (4. Mai – 4. September 2016, Liebieghaus Skulpturensammlung, Frankfurt am Main)
- als Kurator: Zurück zur Klassik. Ein neuer Blick auf das alte Griechenland (8. Februar–26. Mai 2013, Liebieghaus Skulpturensammlung, Frankfurt am Main)
- als Kurator zusammen mit Kirstin Schrader: William Kentridge. O sentimental machine (22. März–6. August 2018, Liebieghaus Skulpturensammlung, Frankfurt am Main)
- als Kurator: Medeas Liebe und die Jagd nach dem goldenen Vlies (5. Oktober 2018 bis 10. Februar 2019, Liebieghaus Skulpturensammlung, Frankfurt am Main)
- als Kurator: Bunte Götter – Golden Edition (30. Januar 2020 bis 26. September 2021, Liebieghaus Skulpturensammlung, Frankfurt am Main)
- als Kurator: Maschinenraum der Götter. Als unsere Zukunft erfunden wurde (8. März 2023 bis 10. September 2023, Liebieghaus Skulpturensammlung, Frankfurt am Main)
- als Kurator: Isa Genzken meets Liebieghaus (6. März 2025 bis 31. August 2025, Liebieghaus Skulpturensammlung, Frankfurt am Main, in Zusammenarbeit mit Daniel Buchholz)

## Schriften (Auswahl)
Als Autor
- Frisuren in Stein. Arbeitsweisen frühgriechischer Bildhauer. Biering & Brinkmann, München 1998, ISBN 3-930609-11-8 (Magisterarbeit, Universität München, 1983).
- Beobachtungen zum formalen Aufbau und zum Sinngehalt der Friese des Siphnierschatzhauses (= Studien zur antiken Malerei und Farbgebung. Bd. 1). Biering & Brinkmann, München 1994, ISBN 3-930609-00-2 (Dissertation, Universität München, 1987).
- Die Polychromie der archaischen und frühklassischen Skulptur (= Studien zur antiken Malerei und Farbgebung. Bd. 5). Biering & Brinkmann, München 2003, ISBN 3-930609-19-3 (Habilitationsschrift, Universität Bochum, 2001).
- Vinzenz Brinkmann, Ulrike Koch-Brinkmann, Sam Cleymans: L’Antiquité en couleur: Le vrai visage des statues antiques. Ausstellungskatalog, Lanoo campus, Tielt 2023, ISBN 978-94-014-9654-4.

Als Herausgeber
- Bunte Götter. Die Farbigkeit antiker Skulptur. Ausstellungskatalog Liebieghaus Skulpturensammlung, Frankfurt 2008.
- Sahure. Tod und Leben eines großen Pharao. Ausstellungskatalog Liebieghaus Skulpturensammlung, Frankfurt 2010.
- mit Oliver Primavesi, Max Hollein: Circumlitio. The Polychromy of Antique and Medieval Sculpture. Hirmer, München 2010, ISBN 978-3-7774-2871-0.
- mit Matthias Ulrich, Joachim Pissarro, Max Hollein: Jeff Koons: The Sculptor. Ausstellungskatalog Liebieghaus Skulpturensammlung, Frankfurt 2012.
- Zurück zur Klassik. Ein neuer Blick auf das alte Griechenland. Ausstellungskatalog Liebieghaus Skulpturensammlung, Frankfurt 2013.
- Athen. Triumph der Bilder. Ausstellungskatalog Liebieghaus Skulpturensammlung, Frankfurt 2016.
- mit Kirstin Schrader: William Kentridge. O Sentimental Machine. Ausstellungskatalog Liebieghaus Skulpturensammlung, Frankfurt 2018.
- mit Miguel Fernández Félix et al.: El Color de los dioses. Policromía en la Antigüedad clásica y Mesoamérica. Ausstellungskatalog Museo del Palacio de Bellas Artes, Mexiko-Stadt 2016.
- mit Renée Dreyfus, Ulrike Koch-Brinkmann: Gods in Color. Polychromy in the Ancient World. Ausstellungskatalog Legion of Honor, San Francisco 2017.
- Medeas Liebe und die Jagd nach dem Goldenen Vlies. Ausstellungskatalog Liebieghaus Skulpturensammlung, Frankfurt 2018.
- mit Ulrike Koch-Brinkmann: Bunte Götter – Golden Edition. Die Farben der Antike. Ausstellungskatalog Liebieghaus Skulpturensammlung, Frankfurt 2020.
- Maschinenraum der Götter. Als unsere Zukunft erfunden wurde. Ausstellungskatalog Liebieghaus Skulpturensammlung, Frankfurt 2023.